# 刑事 蛇に横切られる
『刑事 蛇に横切られる』（けいじ へびによこぎられる）は、1995年7月1日にNHK総合テレビで放送されたテレビドラマ。1992年に放送された『チロルの挽歌』以来3年ぶりのNHKドラマ出演となった高倉健主演のドラマである。主題歌も高倉が担当した。
2014年には、テレビ東京にて『刑事』のタイトルでリメイク版が放送された。

## NHK版（1995年）
1995年7月1日の土曜日21:00 - 22:30に、「土曜ドラマ」枠で放送された。第35回日本テレビ技術賞受賞（照明・録音）。

## あらすじ
警視庁捜査一課の主任・秋庭実は13年前、逮捕した男・武村の逆恨みによって妻・由紀江（田中）を殺害され、武村を射殺した過去を持つ。この時に普段から夜討ちの新聞記者を家に上げていたことを利用されたために新聞記者とは距離を置くようになったが、娘（鈴木）が新聞記者（西村）と婚約したことで複雑な立場にある。ある日、武村の一件で世田谷署警ら課に異動した際に部下だった品川署天王洲東交番の巡査・村沢（石原）が刺殺され拳銃を奪われる。この事件の担当となり捜査を進める秋庭。捜査を進めるうち、村沢が交番勤務の傍ら単独で捜査を進めていた事案が明らかになり、これが玉川署管内の銀行副頭取刺殺事件と繋がっていく。

## 出演
- 秋庭実：高倉健
- 秋庭素江：田中好子
- 村沢光子：紺野美沙子
- 秋庭宮子：鈴木京香
- 村沢克己：石原良純
- 余戸時雄：梨本謙次郎
- 紅崎七穂子：河合美智子
- 仙波秀行：西村譲
- 夏井貴史：音崎一呼
- 湯木真弓：景山仁美
- 木村巡査：小林滋央
- 君津：塩野谷正幸
- 及川：近藤弐吉
- 谷：マキノ佐代子
- 安川：有村つぐみ
- 山之内副頭取：村上幹夫
- 糸井管理人：坂本あきら
- 整備工場主：二瓶鮫一
- 乃原鑑識員：丸岡奨詞
- 重松収
- 伊藤高
- 狭間鉄
- 信実一徳
- 伏見哲夫
- 有福正志
- 俵木藤汰
- 藤田啓而
- 荻原紀
- 増島剛之
- 池田武志
- 北村大造
- 斉藤あきら
- 走水杏伍
- 松川信
- 志村知幸
- 石川真
- 根上彩
- 鈴木美帆
- 佐藤由美子
- 川添瞳
- 清水康暉
- 中村修
- 森安加代子
- 五十嵐裕一
- 一條記者：西村和彦
- 武村：尾藤イサオ
- 賀川捜査一課長：津嘉山正種
- 山之内夫人：岩本多代
- 外波山文明
- 河口正彦
- ためもとたまみ
- 三竹亜由子
- 藤井映子
- 田中麻季子
- 長棟嘉道
- 望月千恵子
- 渡辺ひろゆき
- 本田景久
- 小山修
- 植松洋
- 三輪浩幸
- 藤沢嘉
- 原元太仁
- 清水義人
- 横田エイジ
- 彩世雄也
- 簗取誠治
- 小林靖永
- 綿道夫
- 佐藤英樹
- 大野雅之
- 築柴信幸
- 佐々木英人
- 蔵本隆史
- 柴田暁彦
- 土屋伊
- 合津憲和
- 蘭紅徹
- 中村瑞季
- 藤岡圭二
- 中山正之
- 高藤香織
- 栗山永吾
- 塚本一郎
- 山家雅人
- 井手勝己
- 鳥木元博
- 大塩武
- 田村寿啓
- 中川弘
- 樹又ひろこ
- 高須賀守：谷啓
- 団憲治：寺田農
- 豊刑事：小林稔侍
- 監察官：井川比佐志
- 山中臨在
- 黒田隆哉
- 佐藤秀美
- 細野哲弘
- 森富士夫
- 戸井勝海
- 奥村正
- 諌早生
- 望月太郎
- 實原邦之
- 松崎洋二
- 河端保成
- 濱近高徳
- 宮元慎司
- 大寄光輝
- 又野彰夫
- 木下国治

## スタッフ
- 作：早坂暁
- 音楽：小林亜星
  - 主題歌：「約束」
    - 詞・曲：小林亜星
    - 編曲：川口真
    - 唄：高倉健
- 監修：田宮榮一、杢尾堯、中富皇誌
- 擬闘：宇仁貫三
- 制作統括：廣田建三
- 美術：山下恒彦
- 技術：三島泰明
- 音響効果：菅野秀典
- 撮影：三浦国男
- 照明：渡辺恒一
- 音声：加村武
- 映像技術：戸村義男
- 美術進行：諏訪公夫
- 記録・編集：水島清子
- 演出：重光亨彦

## テレビ東京版（2014年）
『刑事』は、2014年3月26日の水曜日21:00 - 23:08に、テレビ東京系列で放送された。主演は高橋克典。
開局50周年記念特別企画ドラマスペシャル。1995年のテレビドラマ『刑事 蛇に横切られる』を原案とし、現代を舞台にして新たなストーリーで構築された。

### キャスト
- 秋庭実（捜査第一課強行犯第八係・警部補）：高橋克典[3]
- 秋庭由紀江：宮本真希
- 川原紗江：草刈民代
- 永井清：風間俊介[2]
- 秋庭宮子：新川優愛（少女期：川島鈴遥）
- 村沢克己（東品川署地域課・巡査部長）：内田朝陽
- 村沢雅美：滝沢沙織
- 岩本昌男：本田博太郎
- 田辺：加藤雅也
- 寺崎周二（東品川署地域課主任・巡査部長）：大地康雄
- 谷口博之（東品川署地域課係長・警部補）：佐戸井けん太
- 中山聡（東品川署地域課・巡査）：小澤亮太
- 藤井浩三（捜査第一課強行犯第八係長・警部）：柴俊夫
- 結城知良（捜査第一課強行犯第八係・警部補）：西村和彦
- 島田眞一郎（捜査第一課強行犯第三係・警部補）：木下ほうか
- 大林泰雄（警視庁捜査第一課長・警視正）：大和田伸也
- 山之内静雄（殺人被害者）：伊藤洋三郎
- 村沢克成（克己の父）：山田明郷
- 村沢朋子（克己の母）：上岡紘子
- 山之内：小柳友貴美
- 尾関信嗣、小泉麻耶、松原正隆、田口主将、高谷和幸、友寄、倉田昭二、高沢奈苗、太田行雄、古川健、尾崎亜衣

### スタッフ
- 原案：早坂暁
- 脚本：坂上かつえ
- 監督：水谷俊之
- 撮影：栢野直樹
- 警察監修：倉科孝靖
- 技斗：深作覚
- ガンエフェクト：近藤佳徳
- 技術協力：アップサイド
- CG：マリンポスト
- 装飾：京映アーツ
- チーフプロデューサー：橋本かおり
- プロデュース：山鹿達也、内堀雄三、小越浩造
- 製作：テレビ東京、BSジャパン、ユニオン映画